# Piper magnispicum
Piper magnispicum är en pepparväxtart som beskrevs av C. Dc.. Piper magnispicum ingår i släktet Piper och familjen pepparväxter. Inga underarter finns listade i Catalogue of Life.